# Gabriel Agbonlahor
Gabriel Imuetinyan Agbonlahor (*13. října 1986, Birmingham) je anglický fotbalista a bývalý reprezentant Anglie. Takřka celou kariéru hrál za anglický klub Aston Villa na pozici útočníka, byl také kapitánem týmu. Od léta 2018 je bez angažmá.

## Klubová kariéra
Na podzim roku 2005 jej Aston Villa poslala na hostování nejprve do Watfordu a pak do Sheffield Wednesday. Mezi roky 2007 až 2010 pomohl týmu na šestou příčku ve třech ročnících za sebou.
Sezóna 2015/2016 se Aston Villa nepovedla, tým skončil na poslední (20.) příčce Premier League a sestoupil do League Championship. Agbonlahor zasáhl do 15 utkání, připsal si jediný gól a dvě asistence. Branku vstřelil ve 25. kole na domácí půdě proti Norwich City, když po přihrávce Jordana Veretouta zvýšil na 2-0. V dubnu byl nucen podstoupit zvláštní kondiční trénink z důvodu fyzické nepřipravenosti. Navíc jej dočasný manažer Eric Black přeřadil do juniorského výběru.
Během sezóny Agbonlahora trápilo zranění lýtka.
V létě 2018 opustil po 17 letech Aston Villu a od té doby je bez angažmá.

## Reprezentační kariéra
Za seniorskou anglickou reprezentaci nastoupil ve třech zápasech. Debutoval na podzim roku 2008 v přátelském zápase na půdě Německa. V 77. minutě vystřídal Ashley Younga.